# Lipocrea fusiformis
Lipocrea fusiformis là một loài nhện trong họ Araneidae.
Loài này thuộc chi Lipocrea. Lipocrea fusiformis được Tord Tamerlan Teodor Thorell miêu tả năm 1877.